# Caso ergativo
Caso ergativo é o caso gramatical que identifica o sujeito de um verbo transitivo, nas línguas ergativas-absolutivas ― em oposição ao caso absolutivo, que identifica o sujeito de verbos intransitivos ou o objeto direto. Entre as línguas ergativas-absolutivas (ou simplesmente ergativas) podemos citar o Maxakalí, o basco, o georgiano (parcialmente), o groenlandês ou kalaallisut, o hindi, o kurmanji (dialeto curdo), entre outros.